# Mikuláš Kraft
Mikuláš Kraft, známý také jako Nicolaus Kraft (14. prosince 1778 Eszterháza – 18. květen 1853 ?), byl violoncellista a hudební skladatel českého původu.

## Život
Byl synem proslulého violoncellisty Antonína Krafta, u něhož se učil hře na violoncello. Zdokonaloval se ještě studiem u Jeana-Louise Duporta v Paříži. Záhy se stal stejně proslulým sólistou jako jeho otec a často koncertovali společně. V roce 1789 jako devítiletý chlapec hrál na několika koncertech s W. A. Mozartem při jeho cestě do Berlína.
Od roku 1790 žil ve Vídni a kromě sólových koncertů byl členem kapely knížete Lobkovice a prvním violoncellistou vídeňské Dvorní opery. Podle některých pramenů hrál violoncellový part při premiéře Beethovenova Koncertu pro housle, violoncello a klavír C-dur, op. 56, ve Vídni roku 1808. Podle jiných údajů to však byl jeho otec Antonín.
Na začátku 19. století přesídlil do Berlína a podnikal koncertní turné po evropských městech. Koncertoval mimo jiné v Lipsku, Drážďanech i v Praze. V roce 1814 se stal členem orchestru dvorního divadla ve Stuttgartu. Byl vyhledávaným violoncellovým pedagogem. Od roku 1834 veřejně nevystupoval a nedochovaly se ani spolehlivé záznamy o jeho smrti. Nesporný se zdá být rok úmrtí (1853), ale jako místo úmrtí bývá uváděn Stuttgart, Vídeň či prostě „Bohemia“.
Jeho syn Friedrich Kraft se rovněž prosadil jako znamenitý violoncellista.

## Dílo
Stejně jako jeho otec, byl ve svých skladbách zřetelně pod vlivem vídeňského klasicismu obohaceného o českou hudební tradici. Ve hře na violoncello se oba vyznačovali mimořádnou technikou, krásným zpěvným tónem a výrazným frázováním.
Komponoval převážně skladby pro svůj nástroj. Dochovalo se 5 koncertů s orchestrem, 3 divertimenta, 6 duet a několik drobnějších skladeb.